# Plaza de Lavapiés
La plaza de Lavapiés es un espacio abierto en el sinuoso trazado del Lavapiés madrileño, en el barrio de Embajadores del distrito Centro de la capital española. Confluyen en la actual plaza las calles Argumosa, Ave María, de la Fe, Lavapiés, Olivar, Sombrerete, Tribulete y Valencia. Ramón Mesonero Romanos, la considera "la Puerta del Sol del distrito del Avapiés, como antiguamente solía escribirse", y cita estos versos que escribió Nicolás Fernández de Moratín, para la plazuela que con tales títulos venía "emblematizando a la población indígena matritense en el último término de la escala social":

"Vinieron con semblantes pudibundos 
las que habitaban el Austro, donde lavan
los pies el agua de árboles profundos".
Nicolás Fernández de Moratín

## Historia

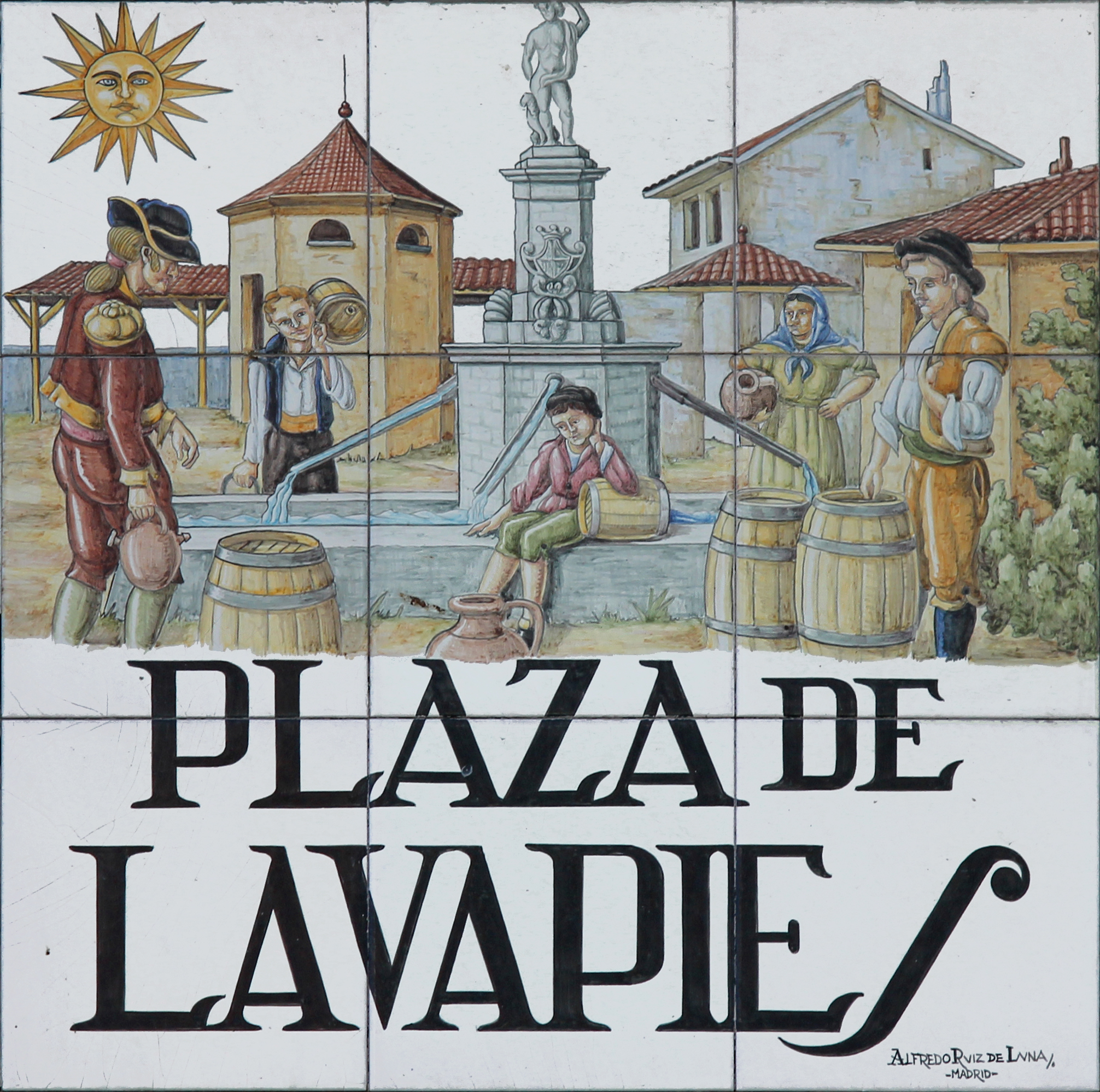
Placa de azulejos del callejero antiguo (serie Alfredo Ruiz de Luna, cerámica de Talavera de la Reina)

Diversos documentos (literarios, musicales, pictóricos) dan noticia de que la plaza tuvo una fuente que estuvo en servicio hasta la década de 1870, y que en su última época estuvo alimentada por el viaje de agua del bajo Abroñigal. El cronista Pedro de Répide y otros autores más modernos recogen como posible origen del curioso nombre de Lavapiés la ceremonia o hábito de algunos vecinos del antiguo arrabal de usar la fuente, o el pilón que formaba, para hacer sus abluciones y lavados, supuestos moriscos y judeoconversos precursores de la manolería que se fraguó en este castizo barrio. Otras versiones, como la recogida en los versos de Fernández de Moratín hablan de una alameda y viveros regados por canalillos labrados a sus pies. Por escrito, aparece mencionada así en un documento del siglo XVI (a propósito de una transacción de terrenos para levantar una fuente).

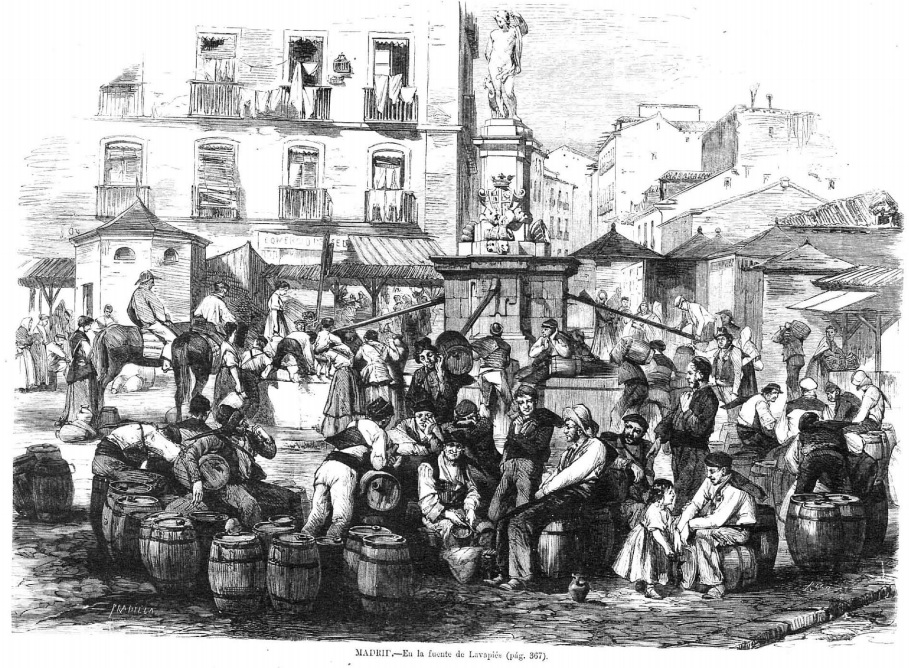
Fuente de Lavapiés

Durante el reinado del Rey Felón fue famosa la real fábrica de coches que hacía esquina a la castiza calle del Tribulete. Del siglo XVIII y atribuida a Ramón de la Cruz es la ya mencionada variante "Avapiés" para denominar plaza, calle y barriada, aunque Mesonero remonta su antigüedad al siglo XVI. Así aparece en el título y el libreto del drama lírico de Tomás Borrás El Avapiés, estrenado en 1922, y más tarde en los versos de La Barbiana, de 1933, escritos por Rafael Fernández-Shaw:

"Una mujer madrileña
nacida en el Avapiés,
lleva la flamenquería
de la cabeza a los pies".
Rafael Fernández Shaw.

Ya en el siglo XX, la demolición de la fábrica de cerveza de Lavapiés, la primera de Madrid, anterior a la de Santa Bárbara, abrió el espacio de la plaza a la calle de Argumosa, la más ancha del entorno. En 1936 se inauguró la Estación de Lavapiés en el espacio que antes había ocupado la fuente. Protagonista en numerosos sainetes y zarzuelas, la plaza de Lavapiés fue así mismo escenario central de la película de los años cincuenta titulada Surcos.

## SigloXXI

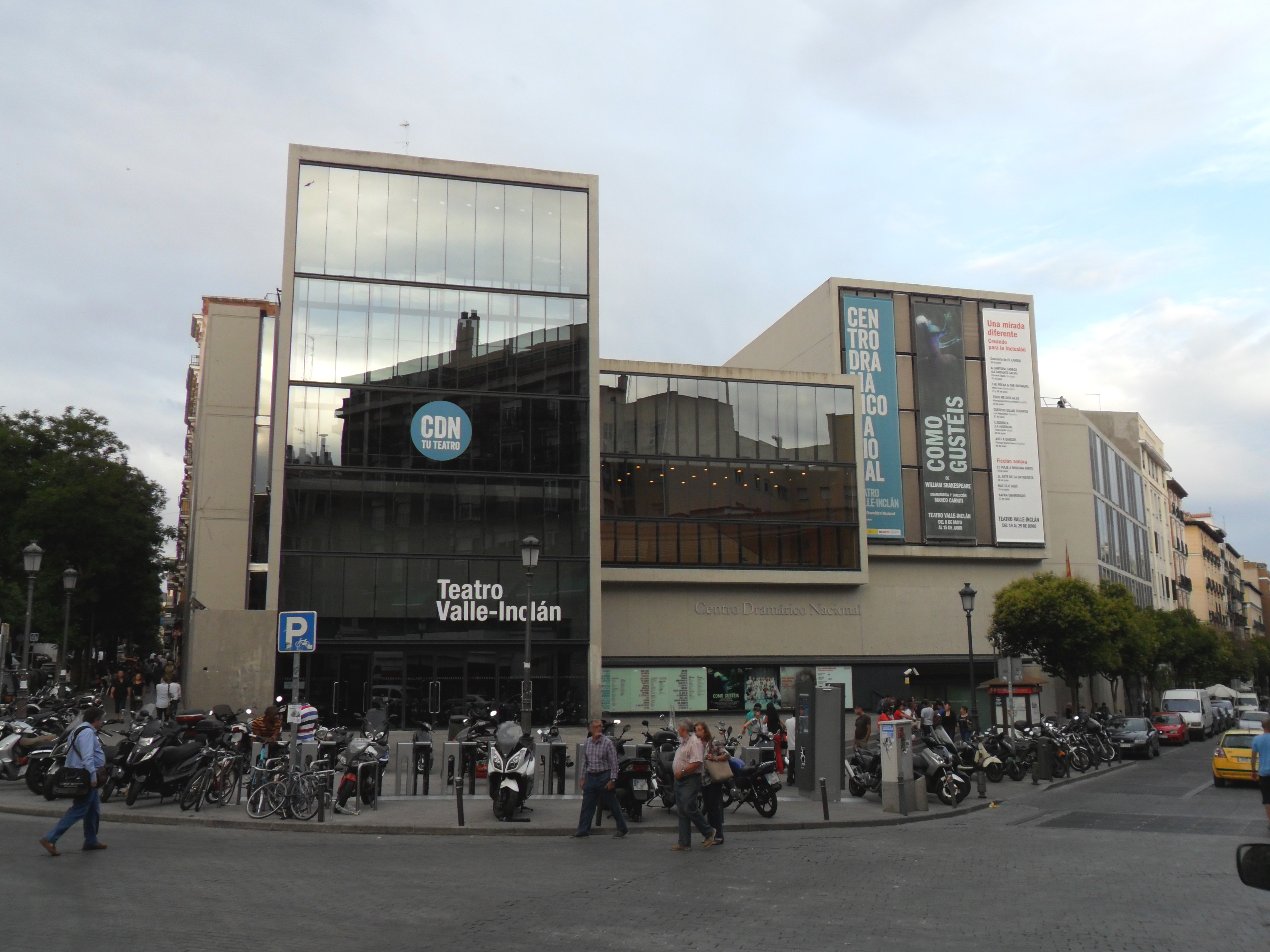
El Teatro Valle-Inclán del Centro Dramático Nacional, en el chaflán que forman en la plaza de Lavapiés, las calles de Argumosa y Valencia

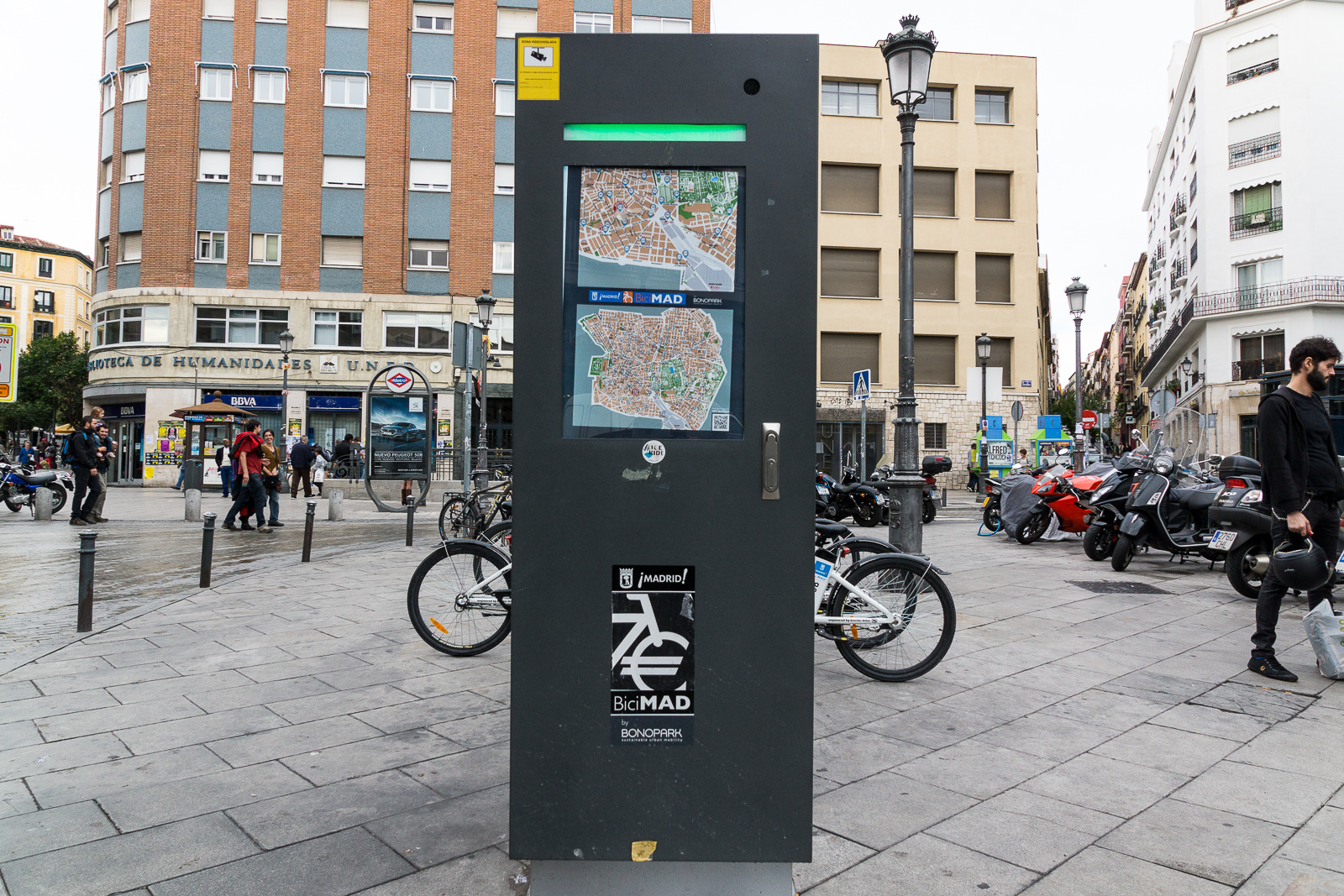
Estación de Bicimad en la plaza

Desde finales del siglo XX, el barrio de Lavapiés, entre la degradación y el olvido, se fue convirtiendo en un espacio cosmopolita y multirracial en convivencia con nuevas generaciones y propuestas culturales.
Dando un primer paso hacia la "demoledora estética del Lavapiés del siglo XXI", entre 2002 y 2005 se construyó el Teatro Valle-Inclán, que pasaría a funcionar como sede complementaria del Centro Dramático Nacional. El nuevo edificio, con un diseño atrevido de los arquitectos Ángela García de Paredes e Ignacio García Pedrosa, ajeno al pasado de la plaza, se inauguró en 2006 ocupando el espacio de la antigua Sala Olimpia.